# Hand It Over
Hand It Over (traducido como Entregalo) es el séptimo álbum de estudio de la banda de rock alternativo Dinosaur Jr., lanzado el 25 de marzo de 1997 por Blanco y Negro y Reprise Records. Alcanzó el puesto #188 en los Estados Unidos. 
De acuerdo con una entrevista por Magnet en 2007, es el álbum favorito de J Mascis en el periodo de los 90s de la banda.

## Recepción
El álbum disfrutó de una apreciación algo renovada de los críticos. Sin embargo, en los años posteriores al hiato del grupo, Hand It Over sería difícil de encontrar debido a que no tuvo las fuertes ventas iniciales de Where You Been y Without a Sound, que tenían éxitos de radio moderados. 
Hasta 2007, Hand It Over ha vendido 34 mil copias en los Estados Unidos.

## Listado de canciones
Todas las canciones escritas por J Mascis.
| N.º | Título               | Duración |  |
| 1.  | «I Don't Think»      | 3:21     |  |
| 2.  | «Never Bought It»    | 3:42     |  |
| 3.  | «Nothin's Goin On»   | 3:13     |  |
| 4.  | «I'm Insane»         | 3:53     |  |
| 5.  | «Can't We Move This» | 3:41     |  |
| 6.  | «Alone»              | 8:01     |  |
| 7.  | «Sure Not Over You»  | 4:09     |  |
| 8.  | «Loaded»             | 3:27     |  |
| 9.  | «Mick»               | 4:39     |  |
| 10. | «I Know Yer Insane»  | 3:03     |  |
| 11. | «Gettin' Rough»      | 2:12     |  |
| 12. | «Gotta Know»         | 4:47     |  |

## Créditos
| Dinosaur Jr. - J Mascis – voces, guitarras, batería, percusión, teclados, producción - Mike Johnson – bajo Músicos adicionales - Kevin Shields – productor, coros (track 1, 2) - Bilinda Butcher – coros (track 1) - Tiffany Anders – coros (track 2, 4) - Varsh Farazdel – coros (track 10) - Kurt Fedora – bajo (track 6) - Dan Mclughlin – teclados (track 7) - George Berz – batería, percusión (track 10) - Donna Gauger – trompeta | Producción - John Yates – ingeniero de sonido - Andy Wilkinson – ingeniero de sonido - Brian Paulson – ingeniero de sonido - Dan McLoughlin – ingeniero de sonido - Greg Calbi – masterización - John Agnello – mezcla - Brian Sperber – asistente de mezcla - Philip Reichenheim (Inlay Photographs) – fotografía - Maura Jasper – artwork |

## Posicionamiento en listas
| Lista (1997)                 | Mejor posición |
| ---------------------------- | -------------- |
| Estados Unidos Billboard 200 | 188            |
| Reino Unido UK Albums Chart  | 82             |

## Ediciones
| Fecha | Sello                                        | Formato        | País                 | Catálogo     |
| ----- | -------------------------------------------- | -------------- | -------------------- | ------------ |
| 1997  | Blanco y Negro, Warner Bros, Reprise Records | LP, CD, casete |                      |              |
| 2008  | Reprise Records                              | CD             | USA                  | 8122 79926 7 |
| 2012  | Reprise Records                              | CD             | Japón                | WPCR-14776   |
| 2014  | Vinyl 180                                    | LP             | UK                   | VIN180LP074  |
| 2019  | Cherry Red                                   | LP, CD         | USA, Canadá y Europa | PBREDD759    |